# Mohammad Aslam
Mohammad Aslam (en bengalí: মোহাম্মদ আসলাম; Khulna, Bangladés; 1 de marzo de 1958) es un exfutbolista de Bangladés que jugaba en la posición de delantero.

## Carrera

### Club
| Periodo   | Club                |
| --------- | ------------------- |
| 1977–1980 | Victoria SC         |
| 1980–1982 | Team BJMC           |
| 1983      | Mohammedan SC Dhaka |
| 1984–1991 | Abahani             |
| 1991      | East Bengal         |
| 1991–1992 | Abahani             |
| 1993      | Mohammedan SC Dhaka |
| 1994–1996 | Abahani             |

### Selección nacional
Aslam jugó para Bangladés sub-19 en el Campeonato Juvenil de la AFC 1978, también jugaría en la clasificación para el Campeonato Juvenil de la AFC 1980 en Dhaka, logrando la clasificación. En el torneo anotó un triplete en la victoria por 5–1 ante Nepal.
Debutaría con la selección absoluta en los Juegos Asiáticos de 1978 en Bangkok. En 1979 jugó ante Sri Lanka como el jugador más joven en la novena edición de la Copa de Corea en Seúl. Ese día anotó su primer gol con la selección nacional para empatar el partido 1-1; que terminaría con victoria para Bangladés por 3–1.
Aslam fue uno de los más jóvenes en participar en la Copa Asiática 1980 en Kuwait, en la primera aparición de la selección en el torneo de naciones más importante de Asia tras clasificar en su primer intento. También jugó en los Juegos Asiáticos de 1982 en Delhi, India.
También participó en los South Asian Games 1984 donde anotó ante Maldivas y Bután, perdiendo la final ante Nepal. En la edición de 1985 anotó en la victoria por 8–0 ante Maldivas. Perderían la final ante India en penales.

## Logros

### Club
Dhaka Abahani
- Dhaka League:  1984, 1985, 1989–90, 1992, 1994, 1995
- Federation Cup: 1985, 1986, 1988
- Independence Cup: 1990
- Sait Nagjee Trophy: 1989
- BTC Club Cup: 1991
- DMFA Cup: 1994
- Charms Cup: 1994[6]

Mohammedan SC
- Dhaka League: 1993
- Federation Cup: 1983

East Bengal Club
- Calcutta Football League: 1991
- Copa Durand: 1991
- IFA Shield: 1991

### Individual
- Goleador de la Liga de Dacca en 1984, 1985, 1986, 1987 y 1989/90
- Futbolista del Año por la Asociación de Escritores Deportivos en 1984
- Premio Nacional del Deporte en 2000[7]